# 名誉鑑章
名誉鑑章(めいよかんしょう、ドイツ語: Ehrenblattspange)は、ナチス・ドイツの勲章。授与対象はドイツ国防軍全軍及び武装親衛隊であり、総受章者数は4556人である。

## 概要
元々名誉鑑章は1941年のソ連侵攻時に制定されたが、当初は勲記のみの授与であった。1944年1月30日以降、アドルフ・ヒトラーによって勲記に加え章自体も一緒に贈られるようになった。陸軍・海軍・空軍それぞれで制定されており、正式には軍隊ではない武装親衛隊も、陸軍の一部として授与対象とされた。

## 受章資格
- 二級鉄十字章及び一級鉄十字章を有していること[2]。
- 騎士鉄十字章及びドイツ十字章金章には至らないが勇敢な行動をとったこと[1]。

授与対象者は各軍のトップが選考していたが、陸軍のように大量に受章者が出た軍もあれば、海軍のように僅か37名しか受章者が出なかった軍もあるなど、受章資格が明確に定められていたわけではなかった。

## ギャラリー

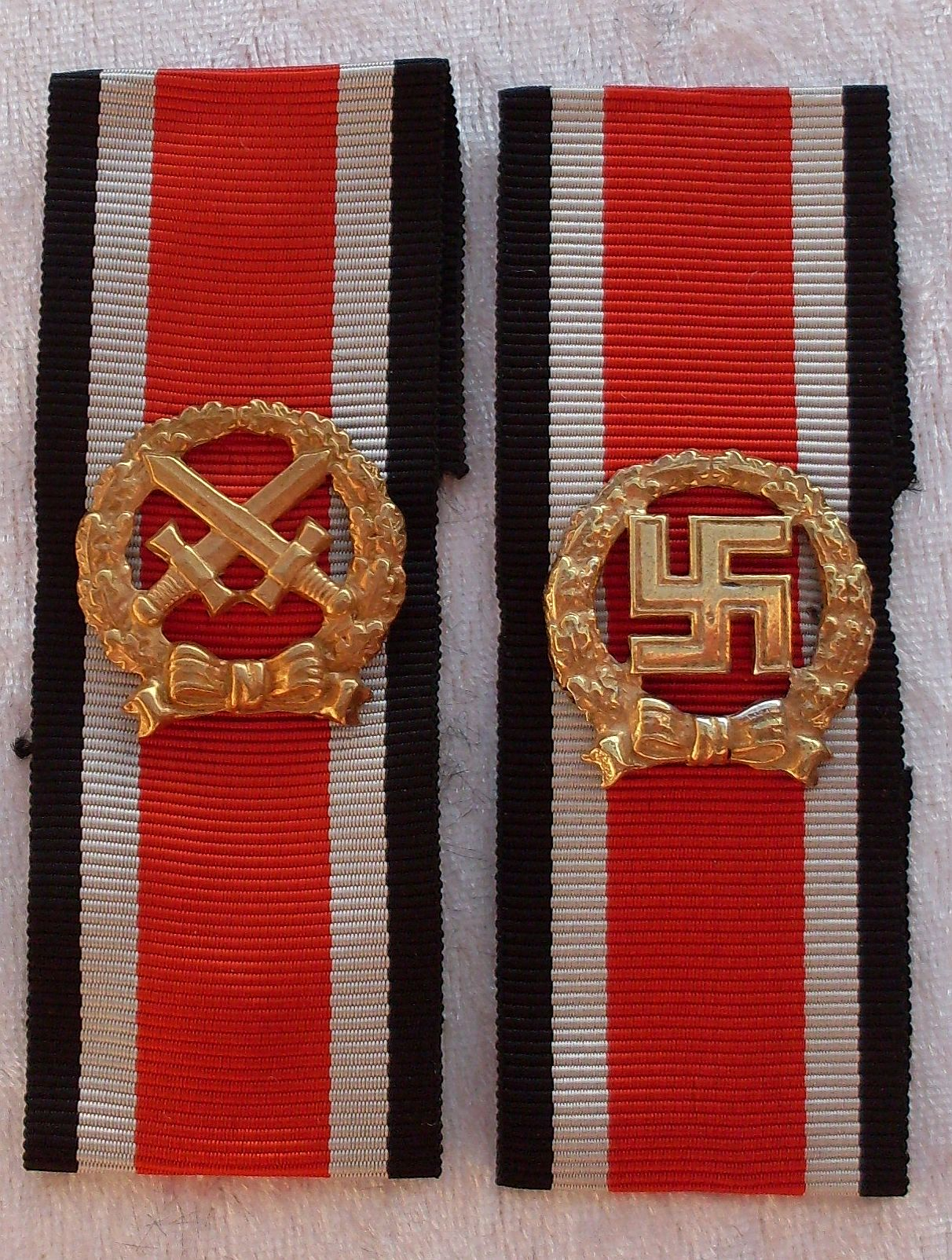
陸軍名誉鑑章
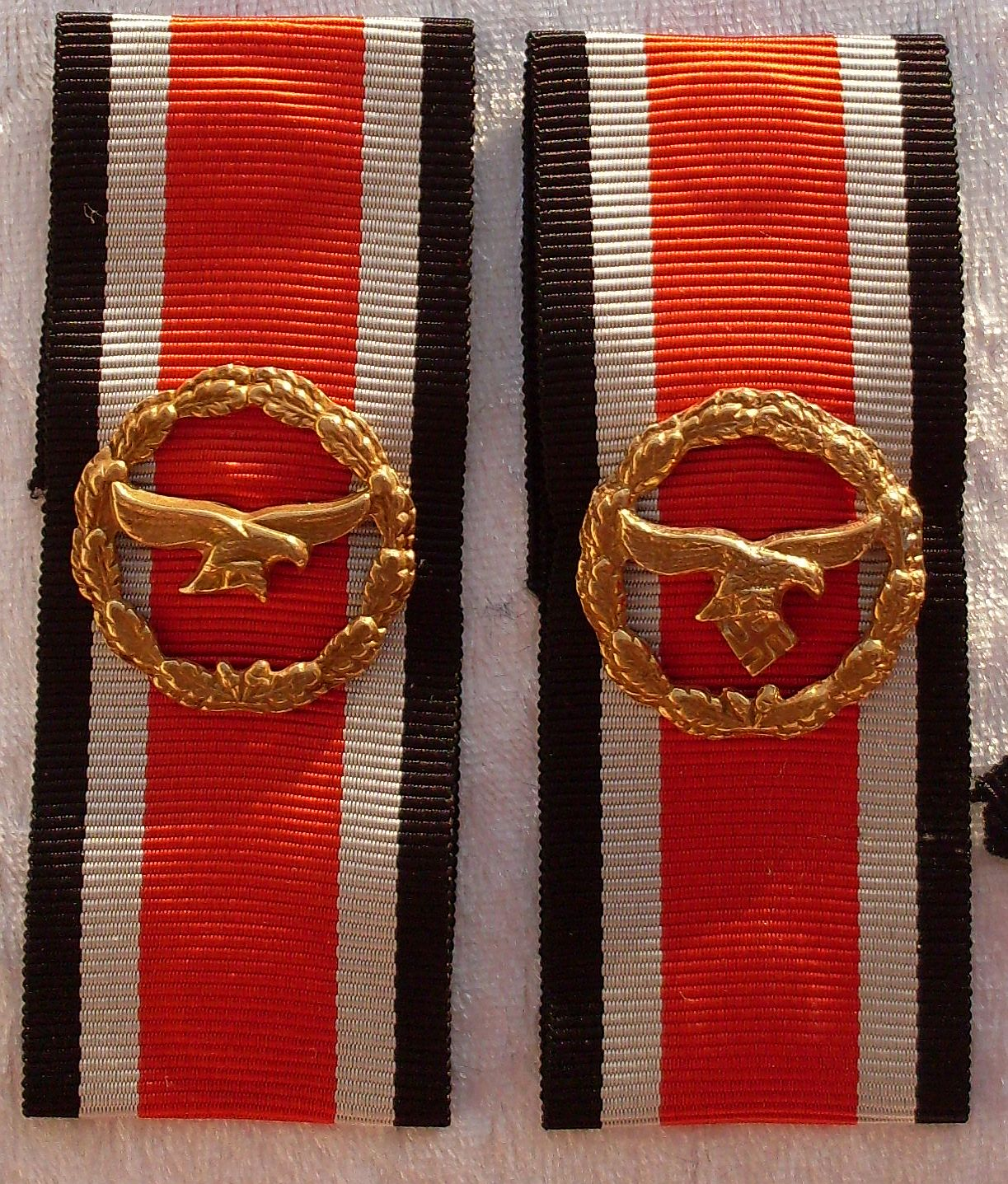
空軍名誉鑑章
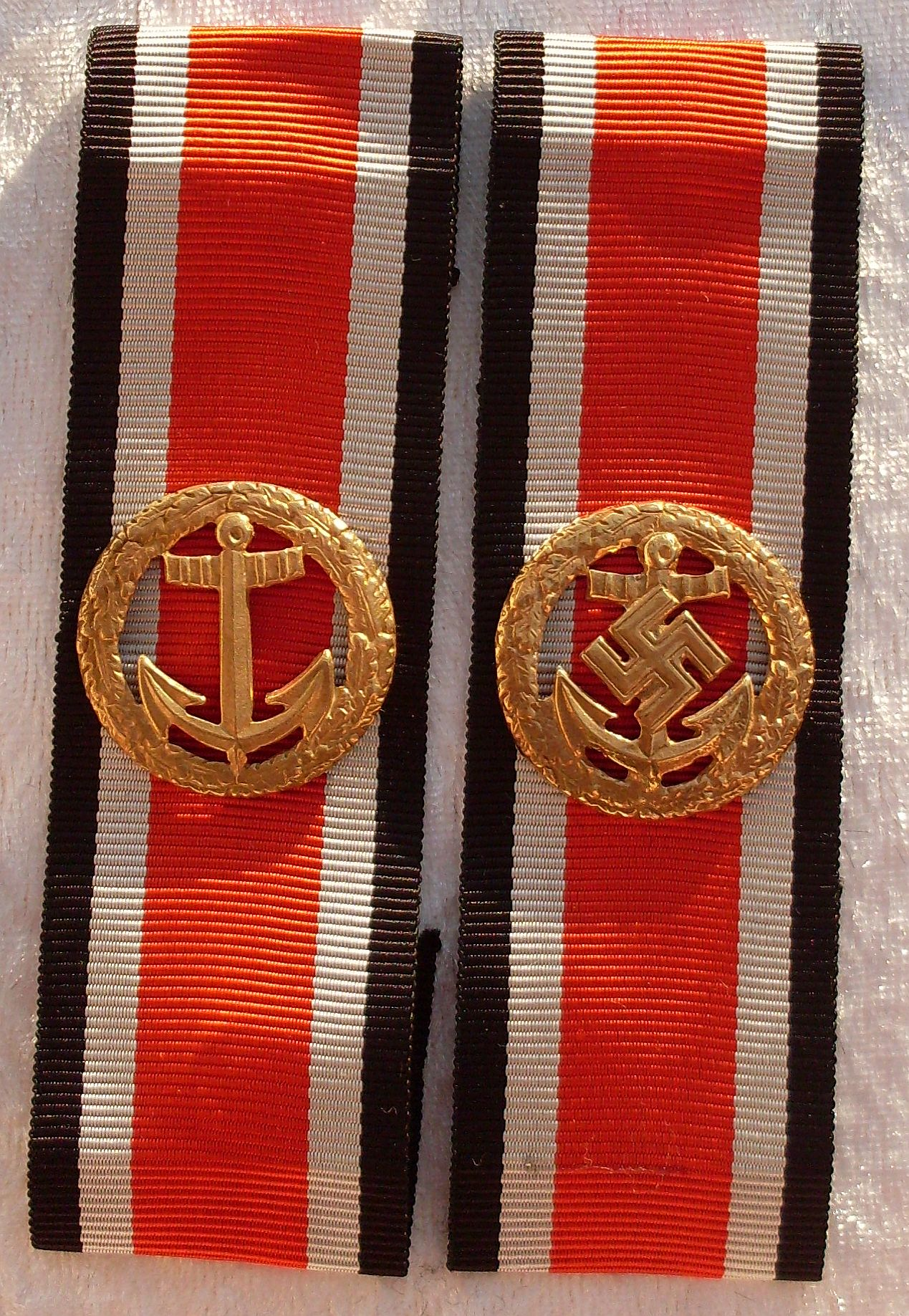
海軍名誉鑑章